# Warhammer 40,000: Dawn of War – Soulstorm
Warhammer 40,000: Dawn of War — Soulstorm (с англ. — «Боевой молот 40,000: Рассвет войны — Буря душ») — компьютерная игра, третье по счёту дополнение к известной стратегии в реальном времени Warhammer 40,000: Dawn of War, выпущенной компанией Relic Entertainment в 2008 году. Данное дополнение разрабатывалось сторонней студией — Iron Lore Entertainment (авторы Titan Quest). В игру были добавлены две новые расы — Тёмные Эльдары и Сёстры Битвы. Также была введена авиация для всех рас (кроме Некронов, авиацией у них стали боевые скарабеи) и система достижений в многопользовательской игре. Масштаб кампании расширился до четырёх планет.

## Обзор
Стиль игры в однопользовательской кампании почти такой же как и в «Dark Crusade», с той лишь разницей что действие происходит не на одной, а на четырёх планетах и трёх спутниках. Перемещение между планетами совершается посредством Древних врат. В начале кампании у каждой расы есть по одной уникальной спец. способности, которые со временем можно отнять, захватывая главные базы противника. Например, Тёмные Эльдары могут перемещаться к любым Древним вратам, игнорируя заранее заданные маршруты, а пушка Тау, Ар’Ка, способна потрепать силы вражеского гарнизона. Серьёзный недостаток кампании заключается в том, что по мере продвижения игроку становится все легче и легче за счет бонусов от захваченных территорий, но сложность кампании увеличивается за счёт укрепления врагом оборонительных позиций.

## Сюжет
В системе Каурава разгорелся конфликт, спровоцированный внезапным варп-штормом близ Кауравы IV. Некогда эта система целиком принадлежала Империуму Человечества и находилась под защитой Имперской Гвардии, кроме двух других планет — Кауравы II, в джунглях которой обитают Орки, и Кауравы III, в подземельях которой скрыты гробницы Некронов. Разгоревшийся варп-шторм привёл к пробуждению Некронов, и прибытию орочьего вождя Горгутца, который взял под свой контроль зеленокожих. Шесть других фракций также появились в системе, преследуя свои цели. Эльдары под предводительством видящей Каэрис из мира-корабля Ультвэ прибыли дать бой Некронам, своему древнему врагу. Орден космодесантников «Кровавые Вороны» и Сёстры Битвы подозревают Имперских гвардейцев в ереси, из-за чего между тремя фракциями Империума разгорелся конфликт. Банда хаоситов Альфа-Легиона прибывает в систему под прикрытием Варп-шторма. Империя Тау намеревается аннексировать эту систему для расширения и защиты границ своей империи. Последними прибывают Тёмные Эльдары, видящие в творящемся хаосе возможность получить новых пленников и новые души. 
Кауравская кампания завершится победой одной армии и поражением всех остальных.

## Расы
- Имперская Гвардия (252-й полк «Освободители Кауравы») — регулярная армия Империума — империи людей. Лидер — Генерал Вэнс Стаббс.
- Космодесант (Орден Кровавых Воронов) — организация генетически модифицированных суперсолдат, избранных чтобы служить Человечеству. Также известны под именем Адептус Астартес. Не столь многочисленны, как Имперская гвардия, но лучше оснащены и подготовлены. Лидер — Брат-капитан Индрик Борэль, командующий девятой ротой Кровавых Воронов.
- Сёстры Битвы (Орден Священной розы) — военно-религиозная женская организация Империума. Также известны под именем Адепта Сороритас. Являются боевым подразделением государственной церкви и одновременно частью имперской Инквизиции. Лидер — Канонисса Селена Агна.
- Тёмные Эльдары (Кабал Чёрного сердца) — самые жестокие и коварные существа в галактике. Некогда они были частью Эльдар, которые правили галактикой. Но после рождения Слаанеш в рядах Эльдаров произошёл раскол, в результате которого появились Тёмные Эльдары. Большую часть времени Тёмные Эльдары применяют тактику «ударил-убежал». Их боевая техника, транспорт и воины обладают более лёгкой бронёй, что увеличивает их скорость. В то же время, они широко используют осколочное оружие; сражение направлено на захват пленных, а не на уничтожение врага. Лидер в представленном конфликте — Архон Тарил.
- Эльдары (Мир-корабль Ультвэ) — раса эльфоподобных гуманоидов. Они — одна из самых древних рас вселенной, были созданы Древними. Обычно их войска имеют преимущество в скорости, маневренности и технологии, но сильно уязвимы и имеют недостаток в численности и тяжелой огневой мощи. Лидер — Видящая Каэрис.
- Тау (Колонизационный флот Тау) — высокотехнологичная, молодая раса, проповедующая идеологию Высшего Блага. За 6000 лет Тау развились от первобытного строя до цивилизации межзвездных перелетов и со временем опередили Империю людей в научно-техническом противостоянии. Предпочитают дальний бой (у Тау считается, что ближний бой — удел варваров), а в ближний бой отправляют союзников, Круутов и Веспидов. Лидер — Ор’ес’Ка.
- Некроны (Некроны Кауравы) — раса скелетоподобных машин из живого металла, некогда избавленная звездными богами от бренной плоти. В период 40 тысячелетия Некроны очнулись от своего сна из-за варп-шторма, дабы начать новый поход против других рас. Лидер — Повелитель Некронов всей Кауравы (Лорд Некронов).
- Орки (Орда вождя Горгутца) — раса разумных гуманоидов. Некогда созданные Древними, орки живут ради войны. Они размножаются спорами и лишены необходимости учиться своему ремеслу, все нужные знания им доступны от рождения. Лидер — варбосс Горгутц «Охотник за головами».
- Хаос (Альфа-Легион) — предатели и отступники Империума, попавшие под пагубное влияние богов Хаоса. Лидер — Лорд Хаоса Фираэвеус Каррон. Новая боевая единица — «Адский Коготь».

## Выпуск
Компания-разработчик Iron Lore обанкротилась за четыре дня до релиза игры. Первый патч к игре вышел через 7 месяцев после релиза; его сделали разработчики оригинального Warhammer 40,000: Dawn of War — Relic.

## Отзывы
| Сводный рейтинг | Сводный рейтинг |
| Агрегатор       | Оценка          |
| --------------- | --------------- |
| GameRankings    | 74,26 %         |

Игра получила в целом смешанные и положительные отзывы критиков. IGN поставила 7/10 за хороший геймплей и за отсутствие инноваций.
На сайте GameRankings игра получила средний балл в 74 % на основе 35 обзоров.
На сайте Metacritic игра имеет средний балл 73 из 100 на основе 37 обзоров со смешанными либо средними отзывами.